# Lettera di Ignazio ai Tralliani
La Lettera di Ignazio ai Tralliani (spesso abbreviata Tralliani) è un'epistola attribuita a Ignazio, vescovo di Antiochia del II secolo e martire, e indirizzata alla chiesa di Tralle. Fu scritto durante il viaggio del vescovo da Antiochia alla sua esecuzione a Roma.

## Composizione
Tralliani è una delle sette epistole attribuite a Ignazio generalmente accettate come autentiche. Nel V secolo, questa raccolta fu ampliata da lettere spurie.
È chiaro che Tralliani fu scritto poco prima del martirio di Ignazio, ma non è chiaro quando avvenne precisamente questo martirio. La tradizione colloca il martirio di Ignazio nel regno di Traiano, che fu imperatore di Roma dal 98 al 117 d.C. Mentre molti studiosi accettano la datazione tradizionale del martirio di Ignazio sotto Traiano, altri hanno sostenuto una data un po' successiva. Richard Pervo ha datato la morte di Ignazio al 135-140 d.C., e il classicista britannico Timothy Barnes ha sostenuto una data intorno al 140 d.C.

## Contenuto
La chiesa tralliana aveva inviato il loro vescovo Polibio di Trallis per incontrare Ignazio che era detenuto a Smirne mentre si recava all'esecuzione a Roma, e Ignazio scrive la sua lettera per ringraziarli.
Nella sua lettera mette in guardia dal falso insegnamento, dal separatismo senza però accusarli personalmente di questi errori. Egli sollecita un dovere di unità e di obbedienza ai capi della Chiesa.
In Tralliani 7:1 appare la frase "Dio Gesù Cristo". Questa frase si trova anche nella Lettera di Policarpo ai Filippesi.
Tralliani menziona la risurrezione di Gesù nel capitolo 9,1-2:
"Chiudetevi dunque le orecchie quando qualcuno vi parla in disaccordo con Gesù Cristo, che era discendente di Davide, ed era anche di Maria; il quale è nato veramente, e ha mangiato e bevuto. Fu veramente perseguitato sotto Ponzio Pilato; Fu veramente crocifisso e morì, agli occhi degli esseri in cielo, e sulla terra, e sotto la terra. Egli è stato anche veramente risuscitato dai morti, avendolo risuscitato il Padre suo, come il Padre suo risusciterà noi che crediamo in lui per mezzo di Cristo Gesù, senza il quale non possediamo la vera vita."